# ورزشگاه آدوش موچا
ورزشگاه آدوش موچا (به لاتین: Adush Muça Stadium) یک ورزشگاه فوتبال در آلبانی است که در بالش (آلبانی) واقع شده‌است.